# خط مندي
الخط المندي  مستعمل لكتابة اللغة المندية وهي من لغات بوركينا فاسو. وهو يكتب من اليمين إلى اليسار. واخترعه الفقيه محمد توراي واشتقه من خط لغة فاي [الإنجليزية] المحلية ومن العربي.